# IP multicast
IP multicast è un metodo per inviare datagrammi IP a un gruppo di riceventi interessati, in una singola trasmissione.
È spesso impiegato per le applicazioni di streaming multimediale su Internet e su reti private.
Il metodo è la versione specifica per IP del concetto generale di multicast delle reti.
Usa degli speciali blocchi di indirizzi riservati al multicast in IPv4 e IPv6 detti indirizzi di classe D.